# Marble House
Marble House è una villa della Gilded Age situata al numero 596 di Bellevue Avenue a Newport, Rhode Island fu costruita tra il 1888 e il 1892 come residenza estiva per Alva e William Kissam Vanderbilt. Progettata da Richard Morris Hunt nello stile Beaux-Arts, la villa rappresentava, al momento del suo completamento nel 1892, un livello di sfarzo senza precedenti per una dimora americana.
Il portico anteriore, ispirato ai templi classici, è stato paragonato a quello della Casa Bianca.
La villa è stata inserita nel National Register of Historic Places nel 1971 e designata come National Historic Landmark nel 2006. Attualmente è aperta al pubblico come museo, gestito dalla Preservation Society of Newport County.

## Storia
La villa fu costruita tra il 1888 e il 1892 come "cottage" estivo per Alva e William Kissam Vanderbilt. Rappresentò un punto di svolta sociale che contribuì alla trasformazione di Newport da tranquilla colonia estiva caratterizzata da case in legno a rinomata località di villeggiatura, nota per i suoi sontuosi palazzi in pietra. La dimora, composta da cinquanta stanze, richiedeva uno staff di 36 domestici, tra cui maggiordomi, cameriere, cocchieri e valletti.
Il costo della villa fu di 11 milioni di dollari (equivalenti a circa 385 milioni nel 2024), o 660 milioni in equivalenza oro (basata sulla moneta da 20 dollari in oro del 1890), dei quali 7 milioni furono spesi per l'acquisto di 500.000 piedi cubi (circa 14.000 m³) di marmo. Il fratello maggiore di William, Cornelius Vanderbilt II, costruì successivamente The Breakers, la più grande delle ville di Newport, tra il 1893 e il 1895.
Quando Alva Vanderbilt divorziò da William nel 1895, era già proprietaria della Marble House, ricevuta come regalo per il suo 39º compleanno. Dopo il suo secondo matrimonio nel 1896 con Oliver Hazard Perry Belmont, si trasferì nella villa di quest’ultimo, Belcourt, situata poco distante. Dopo la morte di Belmont, Alva riaprì la Marble House e vi aggiunse una Chinese Tea House sulla scogliera, dove organizzò comizi a favore del suffragio femminile.
Nel 1919, Alva Belmont chiuse definitivamente la villa e si trasferì in Francia per stare più vicina alla figlia, Consuelo. In Francia, visse tra una residenza a Parigi, una villa sulla Costa Azzurra e il Château d'Augerville, che restaurò. Vendette la Marble House a Frederick H. Prince nel 1932, meno di un anno prima della sua morte.
Per oltre trent’anni, la famiglia Prince occupò la villa durante la stagione estiva di Newport, preservando con cura gli interni originali voluti dai Vanderbilt. Un evento memorabile fu il celebre Tiffany Ball del luglio 1957, sponsorizzato da Tiffany & Co. a beneficio della nascente Preservation Society of Newport County. Il ballo, che si protrasse fino alle prime ore del mattino, accolse ospiti di fama internazionale, tra cui il senatore John F. Kennedy e sua moglie Jacqueline Bouvier Kennedy, la famiglia Astor, e membri della famiglia Vanderbilt come il conte Anthony e la contessa Sylvia Szapary.
Durante i soggiorni estivi, per preservare l'integrità degli interni, i Prince risiedevano principalmente al terzo piano, un tempo destinato alla servitù. Nel 1963, la Preservation Society of Newport County acquistò la villa dal Prince Trust, grazie ai fondi forniti da Harold Stirling Vanderbilt, figlio minore della coppia Vanderbilt. La famiglia Prince donò quasi tutti gli arredi originali direttamente alla società.
La villa fu inserita nel National Register of Historic Places il 10 settembre 1971 e designata come National Historic Landmark il 17 febbraio 2006. Il Bellevue Avenue Historic District, che include la Marble House e molte altre dimore storiche di Newport, fu aggiunto al Registro l'8 dicembre 1972 e successivamente designato come National Historic Landmark District l'11 maggio 1976.
La Marble House è ancora oggi in ottime condizioni e viene utilizzata per visite guidate e autonome, oltre che per eventi speciali, feste e matrimoni. È una delle mete turistiche più popolari di Newport, Rhode Island. In linea con le consuetudini dell’epoca, i Vanderbilt commissionarono anche la costruzione di una rimessa per carrozze, situata diagonalmente rispetto alla villa, sull’attuale Rovensky Avenue. La rimessa confina con il Rovensky Park, mantenuto dalla Preservation Society of Newport County. Attualmente, la proprietà della rimessa è privata ed è stata convertita in residenza.

## Progetto
Marble House, uno dei primi esempi di architettura Beaux-Arts negli Stati Uniti, è ispirato in modo approssimativo al Petit Trianon della Reggia di Versailles. Jules Allard and Sons di Parigi, inizialmente incaricati dai Vanderbilt per progettare alcuni interni del loro Petit Château sulla Fifth Avenue a Manhattan, curarono gli interni di Marble House in stile francese. Il parco circostante fu progettato dall’architetto paesaggista Ernest W. Bowditch.

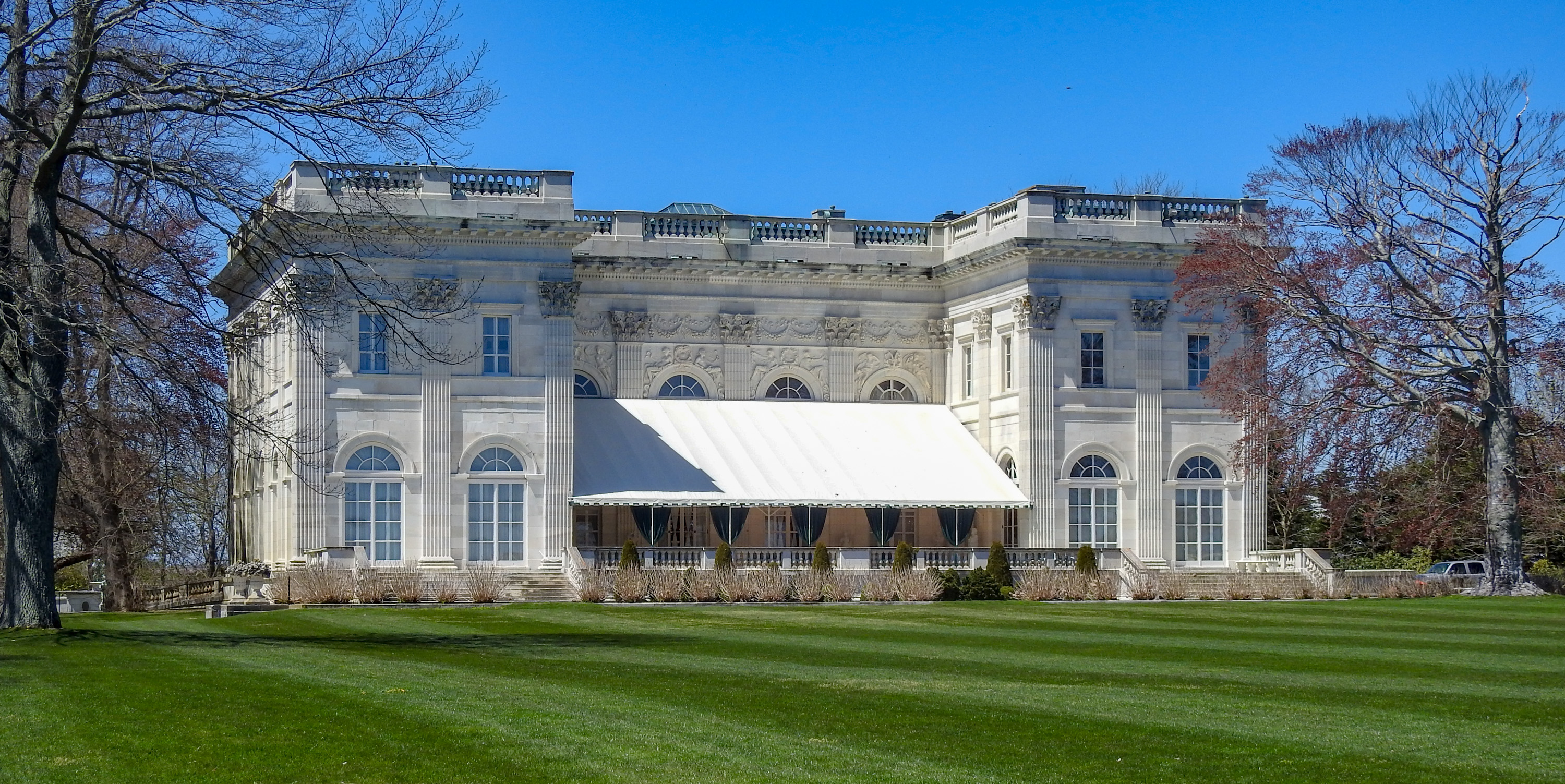
La facciata posteriore rivolta verso l'oceano

La villa ha una pianta a U e, sebbene sembri composta da due piani, ne possiede in realtà quattro: la cucina e le aree di servizio si trovano nel seminterrato; le sale di ricevimento occupano il piano terra; le camere da letto sono situate al primo piano; mentre i quartieri della servitù si trovano al terzo piano, nascosto alla vista. I muri portanti sono in mattoni, con i lati esterni rivestiti in marmo bianco del Westchester, lavorato da Hunt secondo lo stile dell’architettura neoclassica francese del XVII e XVIII secolo.
La facciata della villa presenta rientranze scandite da lesene corinzie a due piani. Queste incorniciano finestre ad arco al piano terra e finestre rettangolari al primo piano, che occupano gran parte della facciata. Una rampa curva in marmo per le carrozze, preceduta da una fontana semicircolare decorata con maschere grottesche, si estende lungo l’intera facciata occidentale. Le maschere fungono da bocche per l’acqua. Al centro di questa facciata, rivolta verso Bellevue Avenue, si trova un monumentale portico corinzio tetrastilo. Le facciate nord e sud riprendono il disegno di base di quella occidentale. La facciata orientale, rivolta verso l’Oceano Atlantico, è suddivisa in due ali laterali che racchiudono parzialmente una terrazza in marmo, circondata da una balaustra marmorea al livello del piano terra. La parte centrale incassata di questa facciata si distingue dalle altre, con quattro porte al piano terra sormontate da finestre ad arco al primo piano.
Gli interni comprendono numerose stanze di rilievo. L’ingresso alla villa avviene attraverso una delle due porte in stile barocco francese, ciascuna del peso di una tonnellata e mezza. Entrambe sono decorate con il monogramma "WV" inserito in un medaglione ovale. Furono realizzate presso la fonderia John Williams Bronze Foundry di New York. Lo scalone d’onore è una sala a doppia altezza con pareti e gradinata in marmo giallo di Siena, con una ringhiera in ferro battuto e bronzo dorato, ispirata ai modelli di Versailles. Il soffitto è decorato con un dipinto veneziano del XVIII secolo raffigurante divinità mitologiche.
L’architetto Richard Morris Hunt incaricò Giuseppe Moretti di realizzare fregi e statue in marmo per gli interni, inclusi bassorilievi raffiguranti Hunt e Jules Hardouin Mansart, architetto di Luigi XIV durante la costruzione della reggia di Versailles; le due figure erano collocate fianco a fianco sul livello del mezzanino dello scalone. Il Grand Salon, progettato da Allard and Sons, fungeva da sala da ballo e sala di ricevimento. Realizzato in stile Luigi XIV, presenta tappezzerie e tendaggi in velluto verde di seta tagliata. Gli originali furono prodotti da Prelle. Le pareti sono decorate con pannelli in legno intagliato e dorato raffiguranti scene della mitologia classica, ispirati ai pannelli e trofei della Galerie d'Apollon del Louvre. Il soffitto ospita un dipinto francese del XVIII secolo nello stile di Pietro da Cortona, raffigurante Minerva, con una cornice adattata dal soffitto della camera della regina a Versailles.
La Gothic Room, in stile neogotico, fu progettata per esporre la collezione di oggetti decorativi medievali e rinascimentali di Alva Vanderbilt. Il camino in pietra della stanza fu copiato da Allard and Sons da uno presente nella Maison de Jacques Cœur a Bourges. Il mobilio fu realizzato da Gilbert Cuel. La Biblioteca è in stile rococò e serviva sia come sala mattutina che come biblioteca. Le porte e le librerie, in noce intagliato, furono frutto della collaborazione tra Allard e Cuel. La Sala da Pranzo presenta marmo numidico rosa e capitelli e trofei in bronzo dorato. Il camino è una replica di quello presente nel [[[Salone d'Ercole (Versailles)|Salon d’Hercule]] a Versailles. Il soffitto è decorato con motivi di caccia e pesca, con un dipinto francese del XVIII secolo al centro. La camera da letto della signora Vanderbilt, situata al primo piano, è in stile Luigi XIV. Il soffitto è ornato da un dipinto circolare raffigurante Atena, realizzato intorno al 1721 da Giovanni Antonio Pellegrini. Originariamente si trovava nella biblioteca del Palazzo Pisani Moretta a Venezia.

## Location cinematografica
Gli interni della villa sono stati utilizzati come set in numerose produzioni cinematografiche e televisive. Alcune scene della serie televisiva America (1972–1973), del film Il grande Gatsby (1974), della miniserie Le Bucanieri (1995), del film Amistad (1997) e della commedia romantica 27 volte in bianco (2008) sono state girate all’interno della residenza. Più recentemente, Victoria's Secret ha realizzato uno dei suoi spot pubblicitari natalizi del 2012 proprio in questa location